# Ri (kana)
Ri (romanização do hiragana り ou katakana リ) é um dos kana japoneses que representam um mora. No sistema moderno da ordem alfabética japonesa (Gojūon), ele ocupa a 40.ª posição do alfabeto, entre Ra e Ru.
| Forma                         | Romaji              | Hiragana             | Katakana             |
| ----------------------------- | ------------------- | -------------------- | -------------------- |
| Normal r- (ら行 ra-gyō)       | ri                  | り                   | リ                   |
| Normal r- (ら行 ra-gyō)       | rii rī              | りい, りぃ りー      | リイ, リィ リー      |
| Com yōon ry- (りゃ行 rya-gyō) | rya                 | りゃ                 | リャ                 |
| Com yōon ry- (りゃ行 rya-gyō) | ryaa ryā, ryah      | りゃあ りゃー        | リャア リャー        |
| Com yōon ry- (りゃ行 rya-gyō) | ryu                 | りゅ                 | リュ                 |
| Com yōon ry- (りゃ行 rya-gyō) | ryuu ryū            | りゅう りゅー        | リュウ リュー        |
| Com yōon ry- (りゃ行 rya-gyō) | ryo                 | りょ                 | リョ                 |
| Com yōon ry- (りゃ行 rya-gyō) | ryou ryoo ryō, ryoh | りょう りょお りょー | リョウ リョオ リョー |

| \| (rya) \| (りゃ) \| (リャ) \| \| (ryi) \| (りぃ) \| (リィ) \| \| (ryu) \| (りゅ) \| (リュ) \| \| rye \| りぇ \| リェ \| \| (ryo) \| (りょ) \| (リョ) \| |        |        |
| (rya) | (りゃ) | (リャ) |
| (ryi) | (りぃ) | (リィ) |
| (ryu) | (りゅ) | (リュ) |
| rye | りぇ   | リェ   |
| (ryo) | (りょ) | (リョ) |

## Formas alternativas
No Braile japonês, り ou リ são representados como:
| ●  | － |
| ●  | ●  |
| － | － |

O Código Morse para り ou リ é: －－・

## Traços

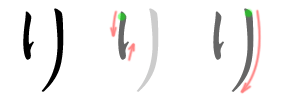
Seqüência de traços para escrita do り

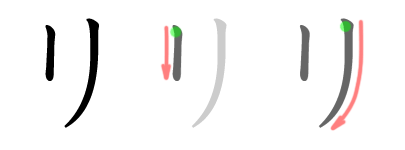
Seqüência de traços para escrita do リ